# اختبار ملاءمة حماية السمع
يحدد اختبار ملاءمة واقي السمع، المعروف أيضًا باسم نظام تقدير التوهين الميداني، كما يعرف بـ(FAES)، مدى فعالية جهاز حماية السمع بالنسبة للفرد عند ارتدائه بشكل صحيح. يتم تنفيذ ذلك عادةً باستخدام أحد الأجهزة المتاحة لاختبار الأجهزة وأنظمة البرامج. تُقاس الفعالية عادةً على أنها تصنيف توهين شخصي، كما يسمى بـ (PAR) ويتم طرحه من التعرض للضوضاء المعروف لتقدير إجمالي التعرض للضوضاء التي يتعرض لها شخص واحد عند ارتداء جهاز حماية السمع الذي تم اختباره (HPD). إدارة السلامة والصحة المهنية ونشرة أفضل الممارسات الصادرة عن الجمعية الوطنية لحماية السمع: اختبار ملاءمة حماية السمع: حماية السمع - الاتجاهات الناشئة: يصف اختبار الملاءمة الفردي طرق الاختبار المتوفرة حالياً وكيفية دمجها في برامج الحفاظ على السمع.
يجب ارتداء أجهزة حماية السمع مثل سدادات الأذن أو غطاء الأذن بشكل صحيح حتى يتم حماية مرتديها للحماية من الضوضاء. يشمل الاستخدام الصحيح لوسائل حماية السمع ما يلي:
- اختيار أنسب جهاز حماية السمع أمر مهم جدا، مع مستوى مناسب من التوهين ومناسب للفرد.[4] من الناحية المثالية، يجب أن يحد الجهاز من شدة الصوت التي تصل إلى الأذن إلى مستويات أقل من 85 ديسيبل. إذا كان التوهين لا يحد من مستويات الضوضاء إلى هذا المستوى، فيجب البحث عن بدائل أخرى لأنه لا يعمل بالطريقة المطلوبة. إذا كان التوهين أكبر من الحجم المطلوب، فقد يتداخل أيضًا مع استخدام HPD.[5]
- ارتداء أو إدخال جهاز حماية السمع بشكل صحيح بحيث يغلق قناة أذن من يرتديه، باستخدام طريقة «سحب الشد» لسدادات الأذن الرغوية، والتأكد من أن غطاء الأذن لا يخلق فراغاً حول كل أذن.[6]

يمكن أن تسهل حماية السمع التي تخضع لاختبار الملاءمة الاختيار المناسب لحماية السمع، وتسمح للمحترف بإدارة اختبار الملاءمة لتدريب المستخدمين على التقنيات المناسبة للارتداء.

## تصنيف التوهين الشخصي (PAR)
بنفس طريقة التصنيف لـتقليل الضوضاء (NRR) المطلوب على أجهزة حماية السمع في الولايات المتحدة، يتم الحصول على تصنيف التوهين الشخصي (PAR) من قياس التوهين بتردد واحد أو أكثر. ومع ذلك، يُنظر إلى PAR على أنه أكثر دقة من NRR لأنه يتم حسابه لكل فرد ولكل جهاز حماية سمعي، في حين أن NRR هو تقدير عام لتقليل الصوت المحتمل بناءً على الحماية المقدمة لمجموعة صغيرة من الناس.  يعطي المقيِّم تقديرًا لإجمالي التعرض للضوضاء التي يتلقاها الفرد عند ارتداء واقي السمع.

## طرق اختبار الملاءمة
على الرغم من أن جميع أنظمة اختبار الملاءمة تقيم أجهزة حماية السمع لإعطاء نتيجة توهين شخصي، إلا أن هناك عدة أنواع مختلفة من التكنولوجيا التي تم تطويرها، مع توهين الأذن الحقيقي عند الحد الأدنى (REAT) باعتباره المعيار المعمول به بموجب ANSI / ASA S12.6. من المهم ملاحظة أن مقياس النتيجة الناتج عن كل نظام يختلف من تمريرة / فشل بسيطة إلى تصنيف التوهين الشخصي الكمي (PAR) ويمكن تفسيره بشكل مختلف لتحديد فعالية حماية السمع أو حساب إجمالي التعرض للضوضاء.
الطرق المختلفة المستخدمة لقياس التوهين الذي توفره HPDs هي كما يلي:

### توهين الأذن الحقيقية عند الحد الأدنى, كما تعرف بـ(REAT)
REAT هو النوع الأكثر استخدامًا من تكنولوجيا اختبار الملاءمة المستخدمة في الأنظمة التجارية، ويعتبر «المعيار الذهبي» لاختبار الملاءمة. تقيس تقنية REAT الاختلاف في العتبات السمعية (السمعية) دون حماية السمع (غير المشتملة) ومع حماية السمع (مغلق). تستخدم معظم أنظمة REAT مقياسًا شخصيًا لتحديد العتبات السمعية مثل اختبار السمع حيث يشير الموضوع إلى وقت سماع الصوت على ترددات مختلفة. بالنسبة لغطاء الأذن، يجب اختبار ذلك في غرفة صوتية، ولكن بالنسبة لسدادات الأذن، يمكن استخدام سماعات الرأس، مما يجعل الاختبار أسهل للاستخدام التجاري. بالنسبة للفحص غير الحرج، يمكن إجراء REAT باستخدام مستعرض الويب وأجهزة الصوت القياسية.

### ميكروفون في الأذن (MIRE)
يشار إليها أيضًا باسم F-MIRE (ميكروفون ميداني في الأذن الحقيقية). تقيس هذه الطريقة التوهين عن طريق وضع ميكروفون صغير داخل قناة الأذن أثناء ارتداء حماية السمع. يتم قياس مستويات ضغط الصوت (SPL) داخل الأذن وخارجها في وقت واحد وتستخدم لحساب PAR.

### توازن الاٍزعاج
هذه الطريقة تجعل الشخص يستمع أولاً إلى النغمات باستخدام سماعات الرأس و«تطابق» جهارة الصوت بين الأذنين حتى تصدر النغمات بصوت عالٍ بالتساوي على كلا الجانبين. ثم يتم وضع سدادة أذن في أذن واحدة بينما يتم تكرار الإجراء الأساسي لمطابقة ارتفاع الصوت في كلتا الأذنين، ثم يتم تكرار الإجراء مرة ثالثة بحيث يتم اختبار كلتا الأذنين بشكل فردي باستخدام سدادات الأذن. يحسب هذا تصنيف التوهين الشخصي بناءً على جهارة الصوت الذي يتم توصيله إلى الأذن غير المحمية عندما يتطابق مع الأذن المحمية.

## استخدام اختبار الملاءمة كأداة تدريب
كان هناك دليل على أن تضمين اختبار الملاءمة كجزء من تدريب الموظفين على الاستخدام الصحيح لجهاز حماية السمع يزيد من قدرة المستخدم على الإدخال الصحيح للمتابعة.